# 北浦共笑
北浦 共笑（きたうら ともえ、1969年1月3日 - ）は、日本のモデル・女優である。東京都生まれ。血液型A型。本名同じ。ファッション雑誌CanCam出身。所属事務所は有限会社モアナ。2003年に結婚し、引退したが、2008年10月にサッポロビール「冬物語」のCMに出演し、活動を一時的ながら再開している。子供がいることをブログで明かしている。

## 出演作品

### テレビドラマ
- 出逢った頃の君でいて（1994年、日本テレビ） - いずみ 役
- 人生は上々だ （1995年、TBS） - れい子 役
- 若葉のころ （1996年、TBS） - 倉橋志帆 役
- 天使のお仕事（1999年、フジテレビ） - 戸川愛子 役
- ブランド（2000年、フジテレビ） - 海道奈美子 役
- 伝説の教師 第8話（2000年、日本テレビ） - 杉田美加 役
- 結婚の条件（2002年、テレビ朝日）

### バラエティ
- とんねるずのみなさんのおかげです「宜保タカ子心霊体験バスツアー 第八弾」（1996年）
- 世界ウルルン滞在記「サルデーニャ島の料理」（1998年）

### CM
- 江崎グリコ「ポッキー」（1993年）
- エステサロンTBC（1995年、「私脱いでもすごいんです」）
- 参天製薬 「サンテコンタクト」（1995年）
- サッポロビール「冬物語」（1995年、2008年）
- 日本生命（1995年）
- 花王「ソフィーナ ラスティングファンデーション」（1995年 - 1996年）
- 日本電気「ピクティ」（1995年 - 1996年）
- グリコ協同乳業 「カフェゼリー」（1996年）
- サントリー「セサミン」（2019年）